# IJsland (muziekproject)
IJsland, gestileerd als IJSLAND, is een Nederlands muziekproject van Sef en Abel. In 2024 brachten ze het gelijknamige protestalbum IJsland uit.

## Geschiedenis
In 2023 werkten Sef en Abel beiden aan muziekprojecten waarbij de artiesten kritiek leverden op de huidige samenleving; Sef met zijn album Ik zou voor veel kunnen sterven maar niet voor een vlag en Abel met zijn act Hang Youth. Op het album Ik zou voor veel kunnen sterven maar niet voor een vlag staat een samenwerking van de twee, genaamd De machine. Dit is de eerste keer dat de twee met elkaar samenwerkten, en kan worden gezien als het begin van IJsland.
Ik zou voor veel kunnen sterven maar niet voor een vlag werd een groot succes en won een Edison voor album van het jaar en werd tevens bij 3voor12 uitgeroepen tot het beste Nederlandse album van het jaar. De dag dat Sef de Edison kreeg uitgereikt, gingen de twee artiesten samen de studio in, samen met producer Faisal Chatar. Het uiteindelijke resultaat van deze sessie was het album IJsland; een experimenteel hiphop protestalbum met elektronische effecten waarbij de twee op verschillende maatschappelijke thema's kritiek leveren. Het album werd veel geluisterd en belandde op de negende plaats van de Album Top 100. IJsland werd bij 3voor12 genomineerd voor een 3voor12 Award voor beste album van het jaar en het lied 2 schorpioenen eindigde op de negentiende positie van de "Song van het Jaar"-verkiezing aldaar.
Het duo werd in de zomer als verrassingsact toegevoegd aan de line-up van Down The Rabbit Hole, waarbij ze door 3voor12 werd genoemd als de beste act van dat jaar. Een maand later hadden ze een optreden op Lowlands en in het najaar van 2024 hadden ze een optreden in het Amsterdamse poppodium Melkweg.

## Discografie (albums en ep's)
| Album   | Verschijnen  | Label                            | Hitlijsten | Hitlijsten | Opmerkingen |
| Album   | Verschijnen  | Label                            | NL         | NL         | Opmerkingen |
| Album   | Verschijnen  | Label                            | Piek       | Weken      | Opmerkingen |
| ------- | ------------ | -------------------------------- | ---------- | ---------- | ----------- |
| IJsland | 21 juni 2024 | Burning Fik/Excelsior Recordings | 9          | 1          | Studioalbum |